# Virginio Canzi
Virginio Canzi (Sovico, 6 gennaio 1945) è un allenatore di calcio ed ex calciatore italiano, di ruolo centrocampista o attaccante.

## Caratteristiche tecniche
Era un'ala.

## Carriera

### Giocatore
Cresce calcisticamente nelle giovanili del Monza, nelle quali gioca dal 1961 al 1965.
Nella stagione 1964 fa il suo esordio in Serie B, nella sfida esterna contro il Padova.
Gioca quindi in Serie C nel Rapallo, poi ancora al Monza sempre in terza serie con Gigi Radice allenatore, con il quale conquista la promozione in Serie B.
Dopo un anno alla Biellese approda al Lecco e segna 11 gol in 34 partite nel campionato di Serie B 1968-1969 e, nonostante la retrocessione in Serie C, viene notato dal Napoli che lo prende per l'anno successivo.
Nella stagione 1969-1970 al fianco di grandi nomi quali José Altafini e Dino Zoff, alternandosi nel ruolo di ala sinistra con Paolo Barison, totalizzando 17 presenze e una rete nel successo esterno contro il Torino del 5 ottobre 1969.
L'anno successivo torna in cadetteria col Brescia, poi due anni al Cesena, con cui conquista la promozione in massima serie nella stagione 1972-1973, senza tuttavia essere confermato per la stagione successiva e quindi al Seregno dove gioca sei anni totalizzando 59 gol in 219 partite.
L'ultima sua stagione da giocatore lo vede impegnato a Brescia nella ADC Mario Rigamonti in Seconda Categoria, 8 gol in 4 partite e promozione in Prima Categoria.
In carriera ha totalizzato complessivamente 17 presenze ed una rete in Serie A e 99 presenze e 19 reti in Serie B

### Allenatore
Cessata l'attività agonistica inizia ad allenare come allenatore in seconda del Brescia, dal 1980 al 1982, dal 1982 è alla ADC Mario Rigamonti, Società con la quale tuttora collabora e, contemporaneamente, dal 1998 al 2003 all'Atalanta nel settore giovanile.
Virginio Canzi è successivamente diventato il Direttore Tecnico della squadra giovanile ADC Mario Rigamonti, intitolata all'omonimo mediano del Grande Torino.
Svolge inoltre il ruolo di Osservatore per il Milan.

## Palmarès

### Club

#### Competizioni nazionali
- Serie C: 1

Monza: 1966-1967